# Vanstad
Vanstad är kyrkbyn i Vanstads socken och en småort i Sjöbo kommun i Skåne län belägen öster om Sjöbo. Här ligger Vanstads kyrka. Vanstads IF kommer från orten.